# 昭和地区
昭和地区（しょうわちく）は、徳島県徳島市の行政上の地区である。昭和・津田地域に属する。

## 地理
徳島市東部に位置し、都心地域（中心市街地）の南東に接する。
南北を通り東で合流する2本の河川に挟まれた地区で、北の新町川の右岸、南の御座船入江川・園瀬川の左岸にある。西のみ陸続きで、東富田地区と接す。
徳島県庁舎をはじめ、徳島県警察本部、徳島県教育委員会など、県の施設が立ち並んでいる。国道55号・県道120号沿いは商業地、新町川河岸は工業地で、それ以外は閑静な住宅地となっている。

### 河川
北部を吉野川の支流である新町川が、南部を園瀬川とその支流である御座船入江川が流れ、地区東端で合流する。
| 河川         | 解説                                           |
| ------------ | ---------------------------------------------- |
| 新町川       | 吉野川水系の主要河川。                         |
| 園瀬川       | 吉野川水系の主要河川。                         |
| 御座船入江川 | 園瀬川の支流。                                 |
| 小通し川     | 新町川・御座船入江川間に小川・水路として残る。 |

### 画像

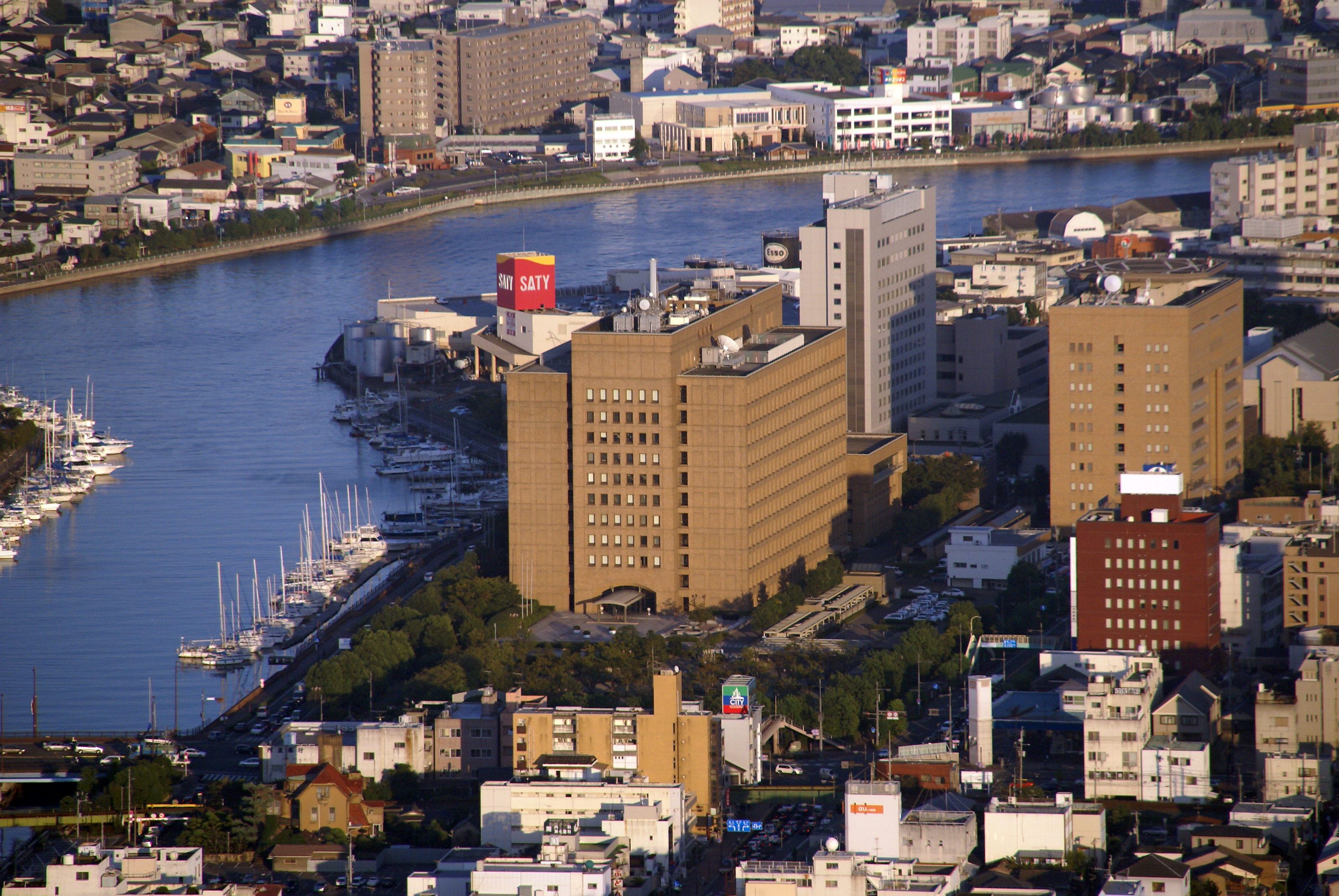
新町川
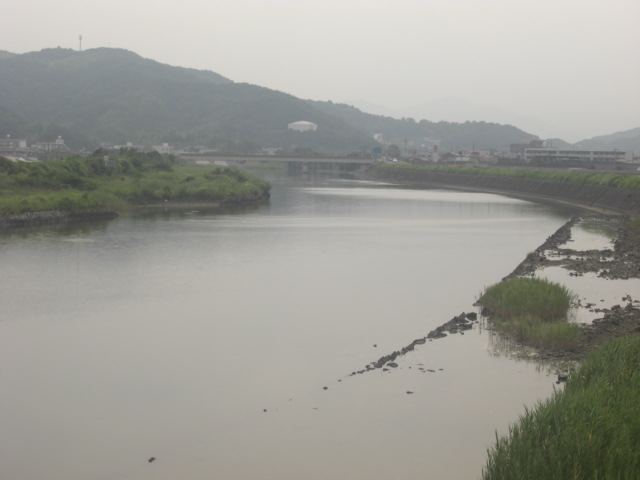
園瀬川
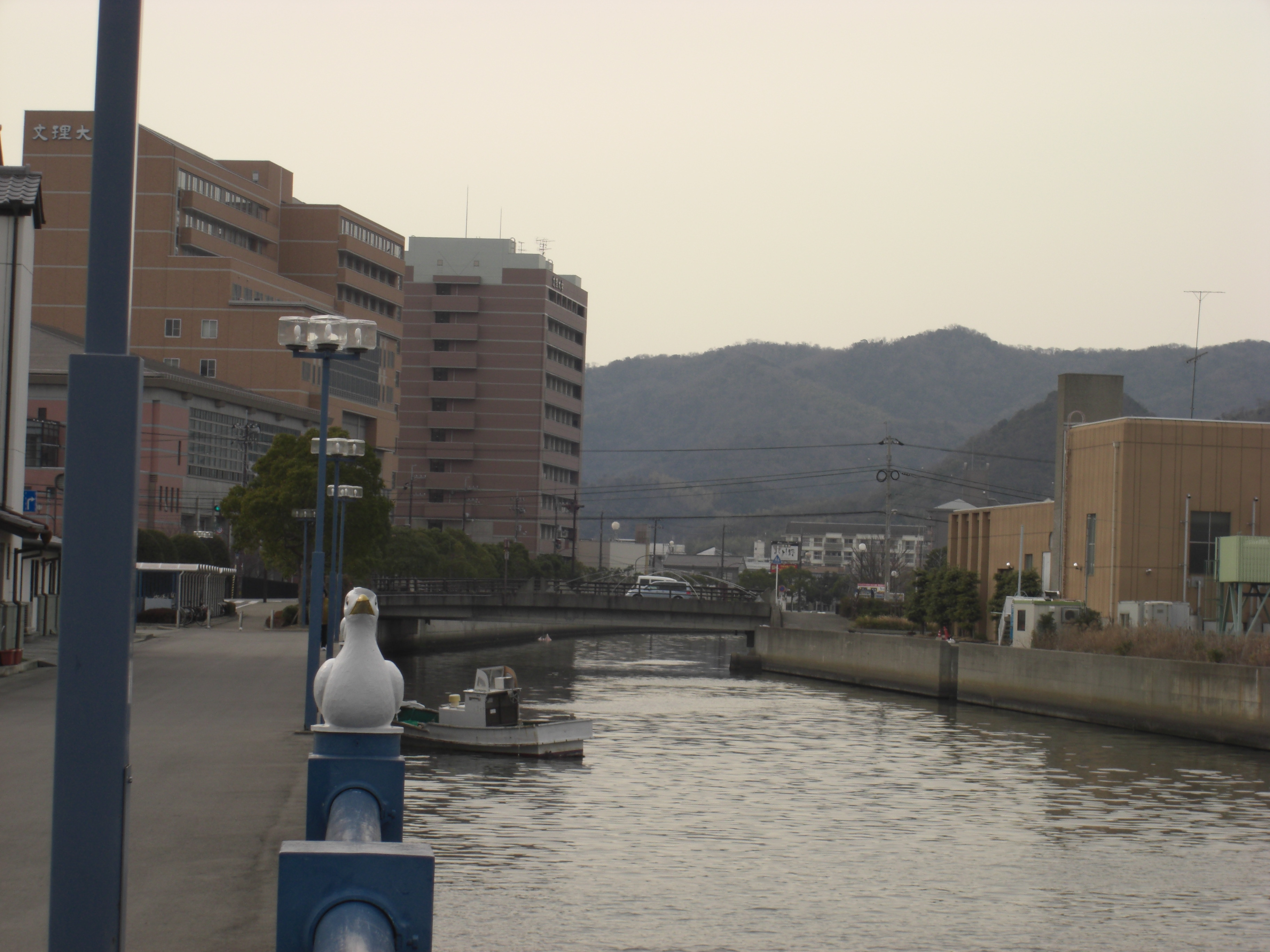
御座船入江川

## 町と人口
人口は徳島市による推計（2025年1月）。
| 町丁     | 丁目     | 人口   | 注記            |
| -------- | -------- | ------ | --------------- |
| 万代町   | 4～7丁目 | 00963  | 全7丁目のうち。 |
| 昭和町   | 1～8丁目 | 03,060 |                 |
| 中昭和町 | 1～5丁目 | 01,527 |                 |
| 南昭和町 | 1～7丁目 | 3,969  |                 |
| 計       |          | 9,519  |                 |

## 歴史
江戸時代には、城下町の外に広がる塩田地帯だった。
口伝によると、1620年（元和6年）、蜂須賀家政が北野太郎左衛門に命じて南斎田浦（のちの南斎田浦村、現 南昭和町付近）に塩田を開かせたとあるが、南斎田の塩竈神社（現 昭和町7丁目）の創建が1592年（文禄元年）なので、そのころまでにはなんらかの形での製塩業があったと思われる。
江戸時代の間に塩田は増え、現在の沖洲地区・津田地区・八万地区にも及んだ。しかし1912年ごろから不良塩田が廃止され、1958年6月9日に最後となった斎田製塩工場が閉鎖、翌1959年12月10日には鹹水の製造も廃止し、徳島市の製塩業は終了した。
河川舟運が盛んだった時代には、新町川と園瀬川の間に人工の小通し川が通じていた。現在、新町川の右岸の万代町・昭和町間にある短い支流と、御座船入江川左岸の南昭和町5・7丁目境にある短い支流が、その名残である。
1889年までは名東郡万代新田村（新町川沿い）と南斎田浦村（園瀬川・御座船入江川沿い）の2村があった。1889年の市町村制で、現津田地区の津田浦村・新浜浦村と共に合併し斎津村となった。1926年5月1日、徳島市に新たに編入される最初の市町村となった。

## 施設

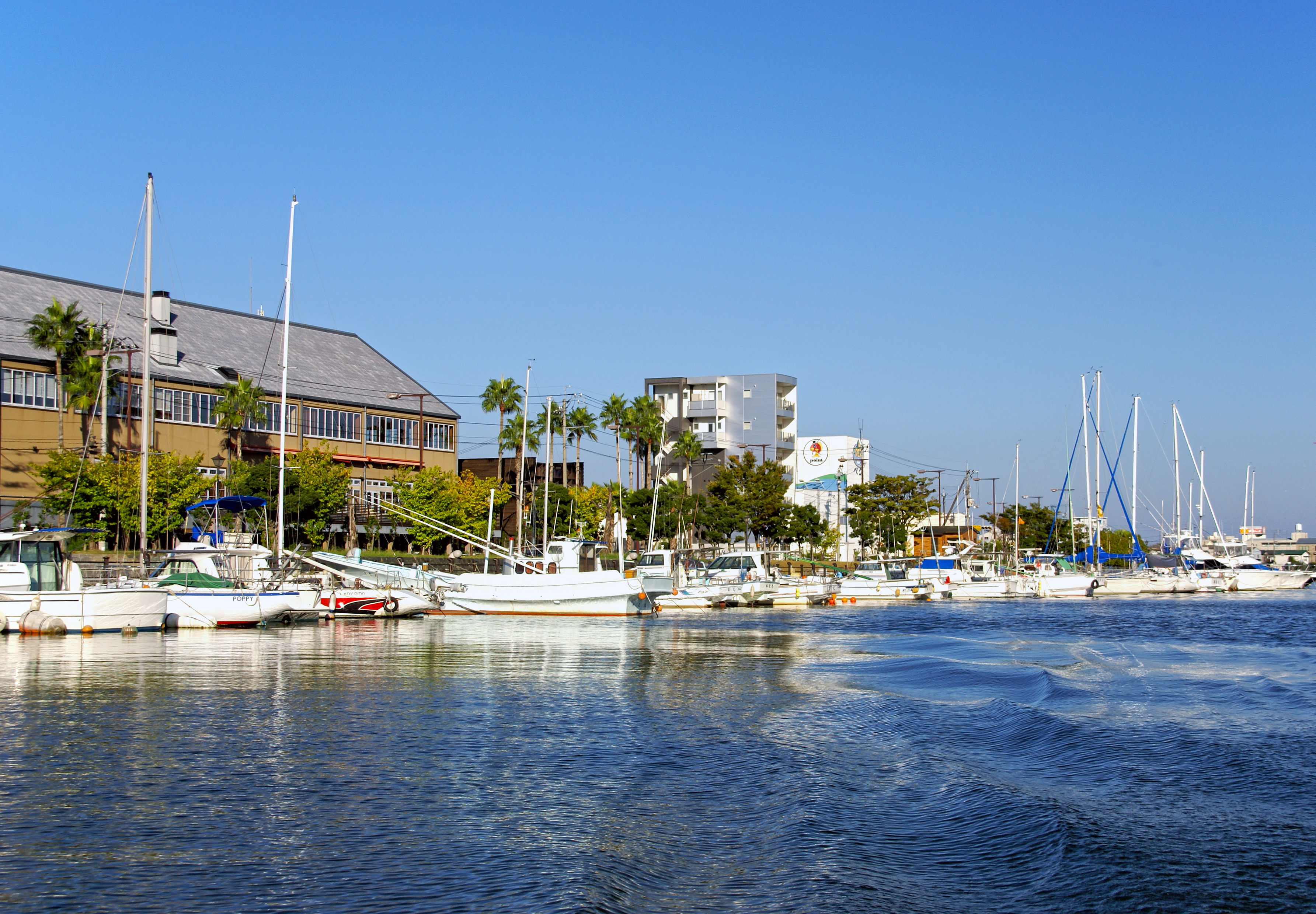
ケンチョピア

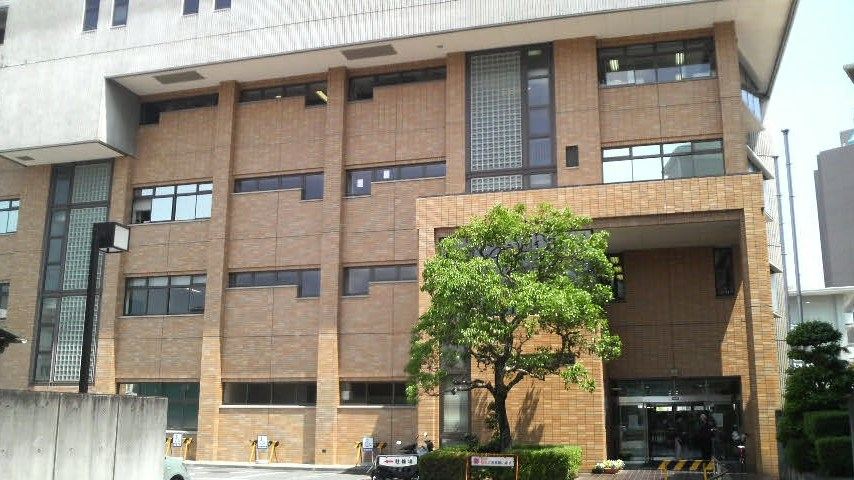
徳島県立総合福祉センター

## 教育機関
| 学校名           | 住所                  | 画像 |
| ---------------- | --------------------- | ---- |
| 徳島市富田中学校 | 徳島市中昭和町3丁目77 |      |
| 徳島市昭和小学校 | 徳島市中昭和町5丁目60 |      |
| 徳島市昭和幼稚園 | 徳島市南昭和町6丁目3  |      |

## 交通

### 道路
- 一般国道
  - 国道55号
- 都道府県道
  - 徳島県道29号徳島環状線
  - 徳島県道120号徳島小松島線

## = 公共施設
- 徳島県庁舎
- 徳島県警察本部
- 徳島県立総合福祉センター
- 徳島農政事務所
- 財団法人徳島県暴力追放県民センター

### 公園
- ケンチョピア - 四国のみずべ八十八カ所に選定。

### 社寺
- 塩竃神社